# Paget Brewster
Paget Brewster, all'anagrafe Paget Valerie Brewster (Concord, 10 marzo 1969), è un'attrice statunitense.

## Biografia
Dal 1994 al 1995 conduce lo show Paget su KPIX-TV.
Nel 1997 debutta televisivamente come attrice nella quarta stagione della sitcom Friends, nel ruolo di Kathy, ruolo che ricoprirà anche l'anno seguente.
Dal 2006 interpreta il ruolo di Emily Prentiss prima come agente speciale e poi come capo squadra del BAU (Behavioral Analysis Unit) nella serie televisiva Criminal Minds con una pausa in cui lavorava presso l'Interpol.

## Vita privata
È figlia di Galen Brewster, amministratore scolastico, e Hathaway Brewster (nata Tew), funzionario governativo.
Cresciuta nel Massachusetts, si trasferisce a New York per frequentare la Parsons The New School For Design. A metà degli anni novanta si trasferisce a San Francisco dove segue una scuola di recitazione.
Il 29 novembre 2014 sposa il musicista Steve Damstra; il matrimonio viene celebrato dal loro migliore amico, e co-protagonista di Paget in Criminal Minds, Matthew Gray Gubler a Los Angeles, città in cui vivono.

## Filmografia

### Attrice

#### Cinema
- Let's Talk About Sex, regia di Troy Beyer (1998)
- Troppo pazze, poco serie (Desperate but not Serious), regia di Bill Fishman (1999)
- Le avventure di Rocky e Bullwinkle (The Adventures of Rocky & Bullwinkle), regia di Des McAnuff (2000)
- The Specials, regia di Craig Mazin (2000)
- Agent 15, regia di Augusta (2001)
- Hollywood Palms, regia di Jeffrey Nachmanoff (2001)
- Skippy, regia di Dionysius Zervos (2001)
- Now You Know, regia di Jeff Anderson (2002)
- L'uomo di casa (Man of the House), regia di Stephen Herek (2005)
- My Big Fat Independent Movie, regia di Philip Zlotorynski (2005)
- Cyxork 7, regia di John Huff (2006)
- The Big Bad Swim, regia di Ishai Setton (2006)
- Mi sono perso il Natale (Unaccompanied Minors), regia di Paul Feig (2006)
- Sublime, regia di Tony Krantz (2007)
- Welcome to Happiness, regia di Oliver Thompson (2015)
- Axis, regia di Aisha Tyler (2017)

#### Televisione
- Friends – serie TV, 6 episodi (1997-1998)
- Ghost Cop - episodio: Pilot (1998)
- Max Q - film tv (1998)
- The Expert - episodio: "Pilot" (1999)
- Love & Money - serie tv, 13 episodi (1999–2000)
- Star Patrol - pilot (2000)
- One True Love - film tv (2000)
- The Trouble with Normal – serie TV, 13 episodi (2000-2001)
- DAG – serie TV, episodio 1x15 (2001)
- Raising Dad - serie tv, 1 episodio (2001)
- George Lopez - serie tv, 1 episodio (2002)
- Andy Richter Controls the Universe – serie TV, 19 episodi (2002-2003)
- The Snobs, pilot (2003)
- Time Belt, serie tv, 1 episodio (2003)
- Rock Me Baby – serie TV, episodio 1x12 (2004)
- Huff – serie TV, 26 episodi (2004-2006)
- Due uomini e mezzo  (Two and a Half Men) - serie TV, episodio 2x12 (2005)
- Amber Frey: Witness for the Prosecution - film tv (2005)
- Una pupa in libreria (Staked) – serie TV, episodi 1x01-2x12-2x13 (2005-2006)
- Un giorno perfetto (A Perfect Day), regia di Peter Levin - film TV (2006)
- Criminal Minds – serie TV, 197 episodi (2006- in corso)
- Law & Order - Unità vittime speciali (Law & Order: Special Victims Unit) – serie TV, episodi 8x10-14x01-14x02 (2007-2012)
- Lost Behind Bars, regia di Scott Williams – film TV (2008)
- My Life As an Experiment - pilot (2011)
- Modern Family – serie TV, episodio 4x20 (2013)
- Spy - pilot (2013)
- The Birthday Boys - serie tv, 1 episodio (2013)
- Saint Francis - pilot (2014)
- Key and Peele - serie tv, 1 episodio (2014)
- Community - serie TV, 14 episodi (2014-2015)
- Down Dog - pilot (2015)
- Kroll Show, serie tv, 1 episodio (2015)
- W/ Bob & David, serie tv, 1 episodio (2015)
- Grandfathered - Nonno all'improvviso (Grandfathered) - serie TV, 22 episodi (2015-2016)
- Another Period - serie tv, 22 episodi (2015-2018)
- Criminal Minds: Beyond Borders - serie tv, 1 episodio (2017)
- Mom - serie tv, 3 episodi (2019)
- Hollywood – miniserie TV (2020)
- How I Met Your Father – serie TV, episodio 1x05 (2022)

### Doppiatrice

#### Cinema
- Batman: The Dark Knight Returns - film in due parti (2012)
- Gumshoe (2014)
- Justice League: Gods and Monsters (2015)
- Batman e Harley Quinn (2017)

#### Televisione
- Godzilla: The Series – serie animata, 11 episodi (1998-2001)
- Duck Dodgers – serie animata, episodi 3x09-3x13 (2005)
- American Dad! – serie animata, 21 episodi (2005-in corso)
- Harvey Birdman, Attorney at Law - serie animata, 9 episodi (2005-2007)
- Drawn Together - serie animata, 1 episodio (2006)
- King of the Hill - serie animata,1 episodio (2009)
- Dan Vs. – serie animata, 53 episodi (2011-2013)
- Powerpuff Girls – serie animata, 34 episodi (2000-2003)
- The Venture Bros. - serie animata, 3 episodi (2013, 2015)
- The Boondocks - serie animata, 1 episodio (2014)
- Adventure Time - serie animata, 2 episodi (2014, 2016)
- Moonbeam City - serie animata, 1 episodio (2015)
- Justice League: Gods and Monsters Chronicles - serie animata, 1 episodio (2015)
- I Griffin - serie animata, 1 episodio (2016)
- Verme del futuro (Future-Worm!) - serie animata, 1 episodio (2016)
- DuckTales - serie animata (2017-2021)
- The Powerpuff Girls – serie animata, 23 episodi (2017-2019)
- Twilight of the Gods - serie animata (2024)

## Doppiatrici italiane
Nelle versioni in italiano delle sue opere, Paget Brewster è stata doppiata da:
- Tiziana Avarista in Friends, Criminal Minds, Un giorno perfetto, Grandfathered - Nonno all'improvviso
- Francesca Fiorentini in Mi sono perso il Natale, Law & Order - Unità vittime speciali, How I Met Your Father
- Barbara De Bortoli in Hollywood Palms
- Claudia Catani in Due uomini e mezzo
- Roberta Pellini in Huff
- Sabine Cerullo in Hollywood
- Debora Magnaghi in Community
- Emanuela Damasio in Modern Family

Come doppiatrice è stata sostituita da:
- Tiziana Avarista in DuckTales, I segreti delle attrazioni
- Antonella Alessandro in American Dad! (ep. 1x23, 2x16)
- Monica Ward in American Dad! (ep. 3x08, 5x09)
- Valentina Mari in American Dad! (ep. 3x16)
- Roberta Greganti in BoJack Horseman
- Daniela Abbruzzese in Batman & Harley Quinn